# توکاره (استان اوپوله)
توکاره (به لهستانی: Tokary) یک منطقهٔ مسکونی در لهستان است که در گمینا پراشکا واقع شده‌است.